# 貝爾特·莫里索
貝爾特·莫里索（法語：Berthe Morisot，發音：[bɛʁt mɔʁizo]，1841年1月14日—1895年3月2日）是一名法國畫家，也是巴黎印象派團體中的一員。法國評論家古斯塔夫·热弗鲁瓦將她與另外兩位女畫家玛丽·布拉克蒙、瑪麗·卡薩特並列為印象派三姝。
1864年，也就是莫里索23歲那年，她首次在聲譽卓著的學院派巴黎沙龍裡展出作品，被選中的作品是兩幅風景畫。之後莫里索曾經連續六年都被選為參展畫家，直到她在1874年參加了第一次印象派畫展為止，當時印象派畫家們的作品都是被學院派所唾棄的。
她是印象派畫家愛德華·馬奈的好友，並在他的介紹下與他的弟弟欧仁·马奈結婚，兩位印象派藝術家因此形成既是同好也是家人的緊密關係。

## 作品主題
莫里索的作品主題全圍繞著她的日常生活經驗，也反映出19世紀社會階級與性別差異對當時女性藝術家造成的限制。就像另一位印象派女畫家瑪麗·卡薩特一樣，莫里索的作品以描繪家常一隅居多，畫中人物也都是她的家庭成員或朋友。她的創作類別有風景畫、肖像畫、花園佈景或船泊景象等。

## 藝術市場行情
在2013年2月一場佳士得拍賣會上，莫里索的《午餐後》（After Lunch，1881）以1,090萬美元賣出，比原先最高估價約莫高出了三倍之多  。 這幅畫是當時女性藝術家作品拍賣價格的最高紀錄，打破了稍早由露易絲·布爾喬亞的雕塑作品於2012年創下的1,070萬美元紀錄。

## 畫作

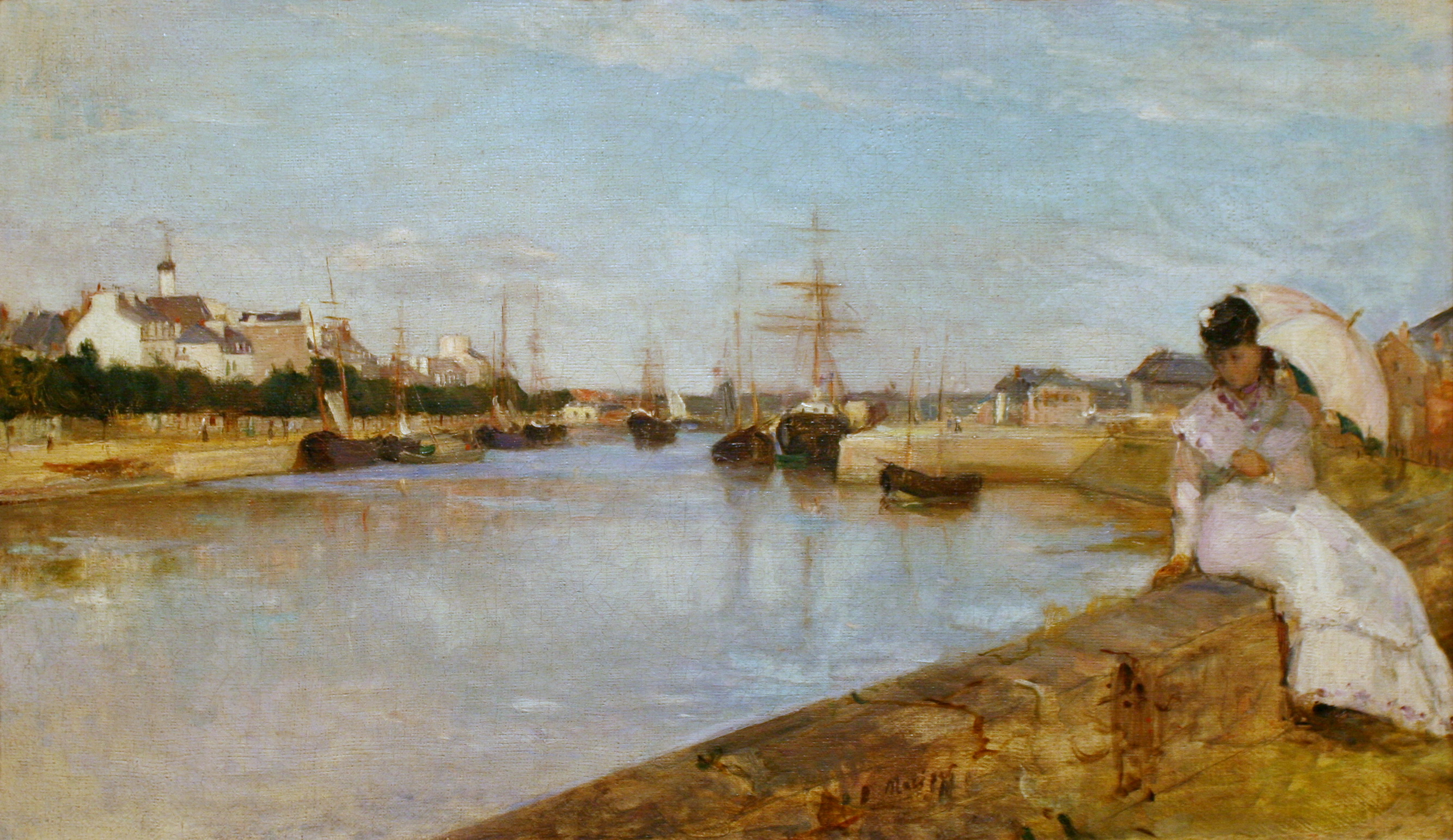
The Harbor at Lorient, National Gallery of Art, Washington, DC 1869
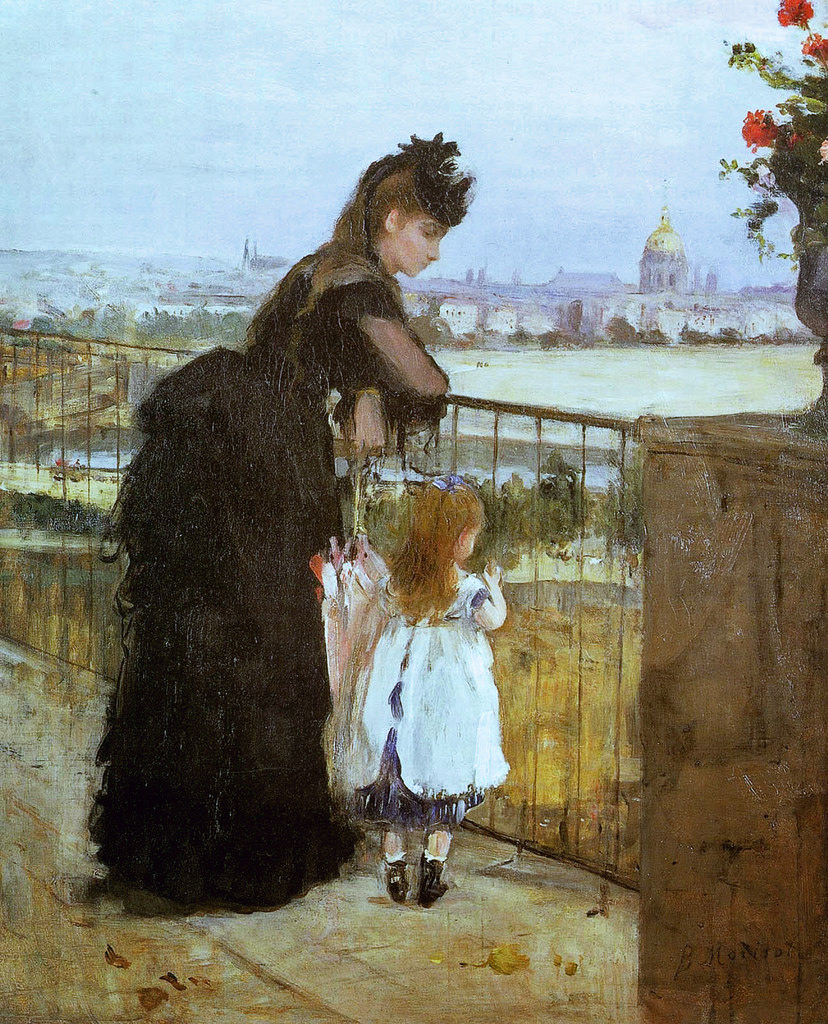
陽台上 On the Balcony, New York 1872
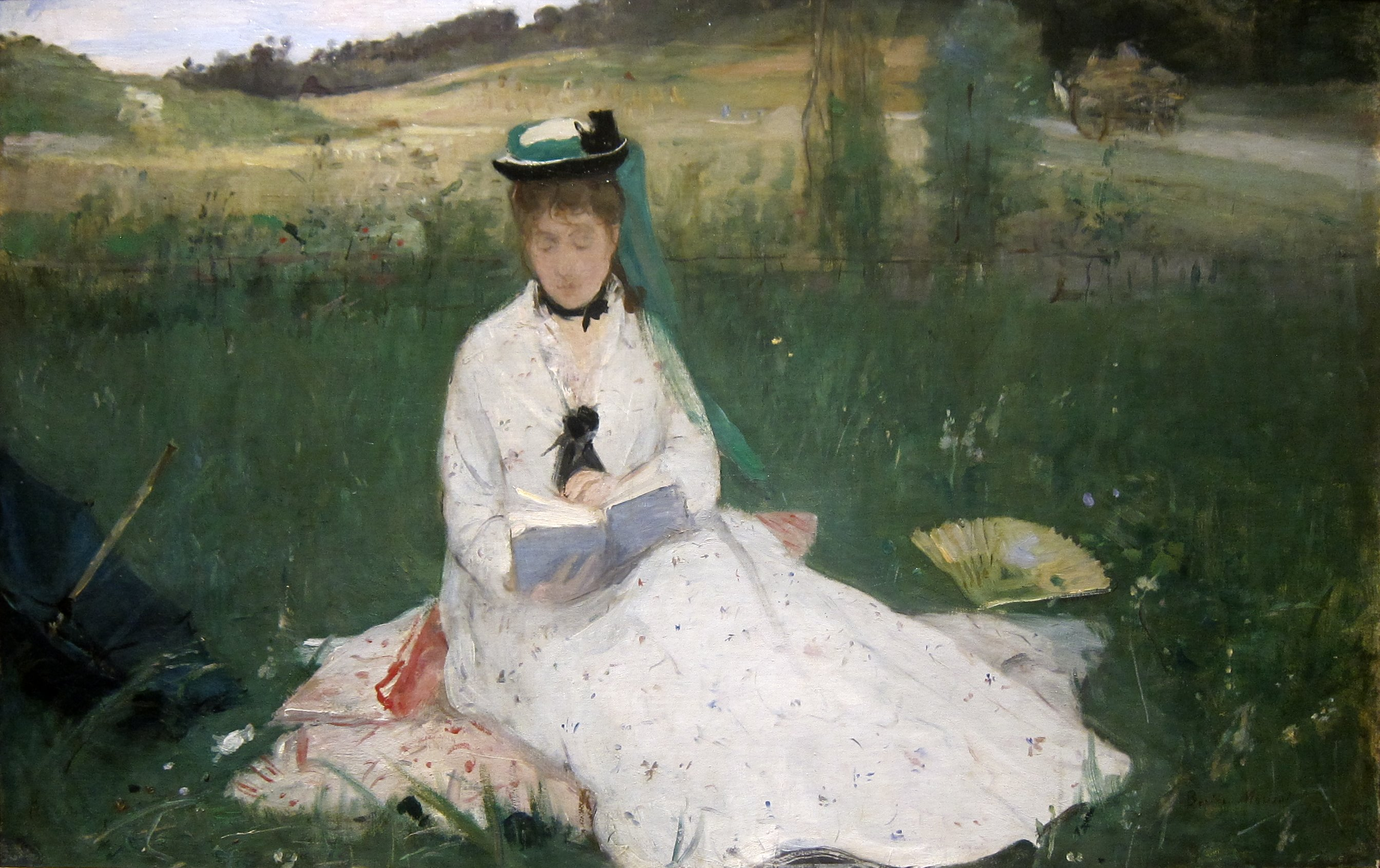
閱讀 Reading, Cleveland Museum of Art 1873
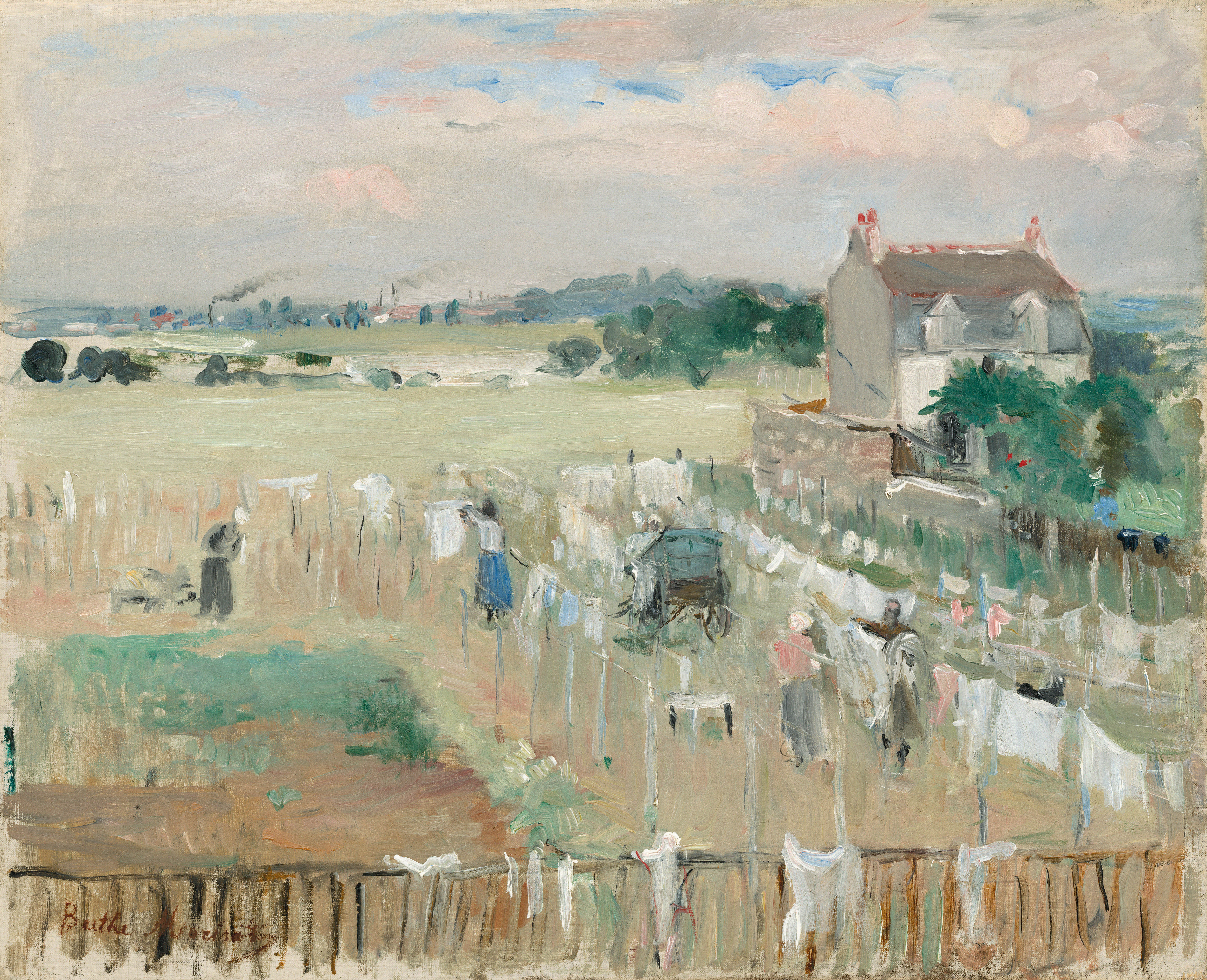
Hanging the Laundry out to Dry, National Gallery of Art, Washington, DC, 1875
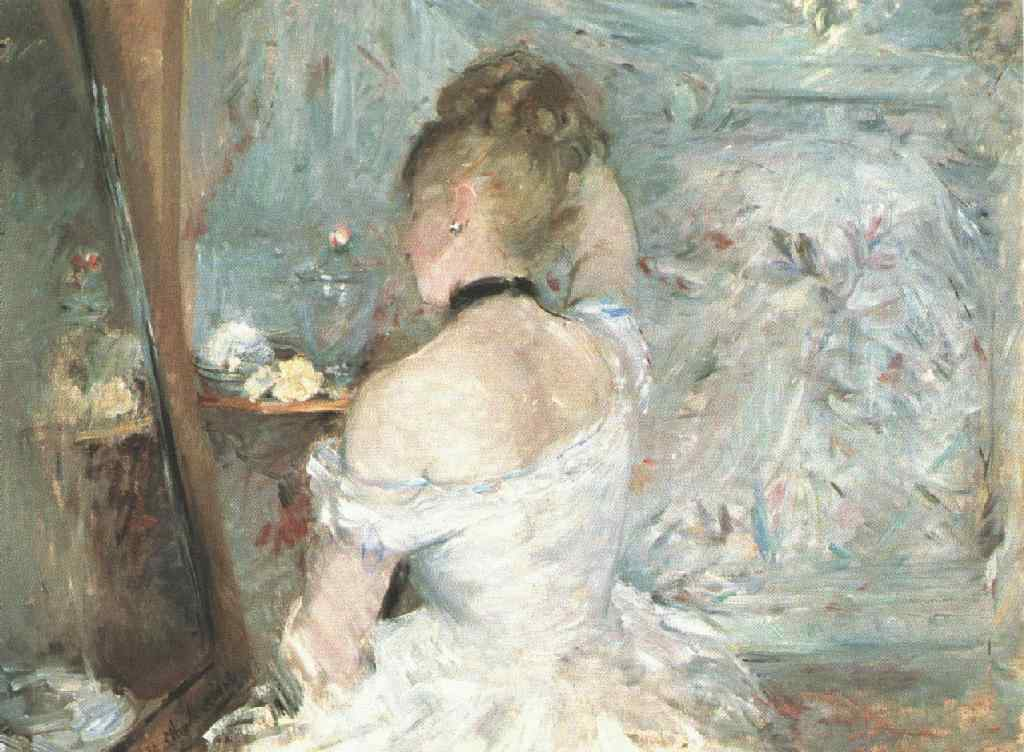
Lady at her Toilette, The Art Institute of Chicago 1875
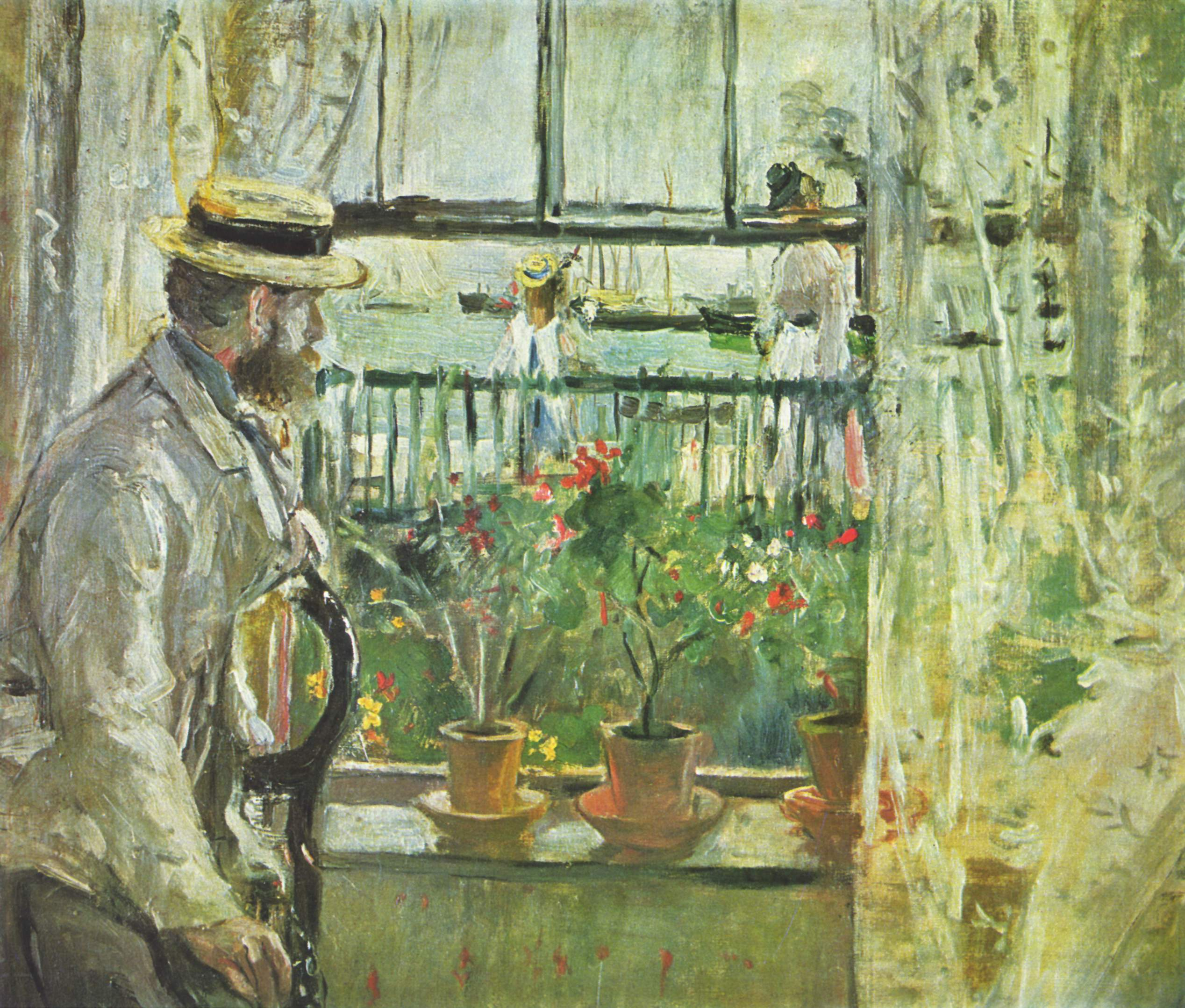
Eugene Manet on the Isle of Wight, Musée Marmottan Monet 1875
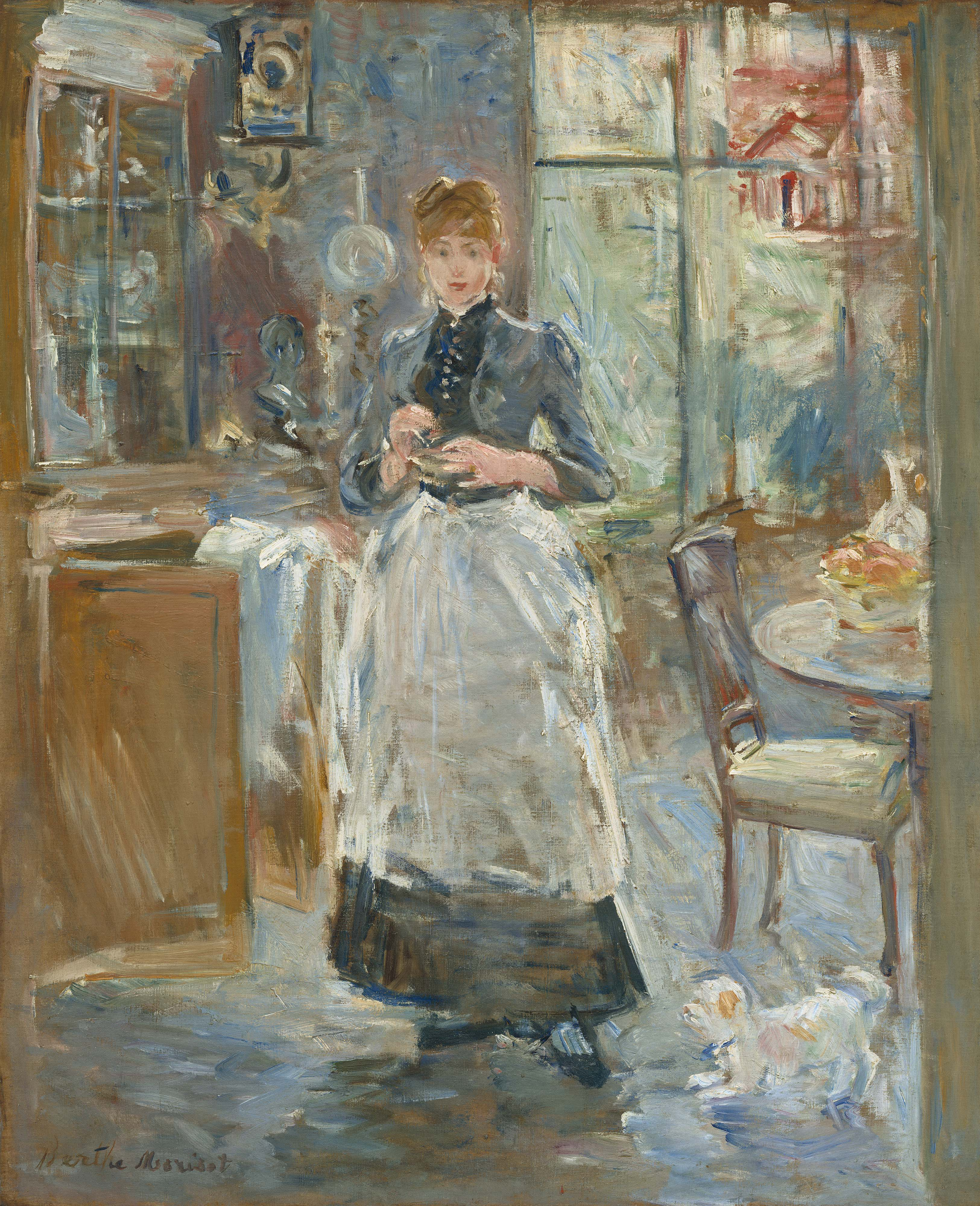
餐廳 The Dining Room, National Gallery of Art, Washington, DC c. 1875
夏日 Summer Day National Gallery, London 1879
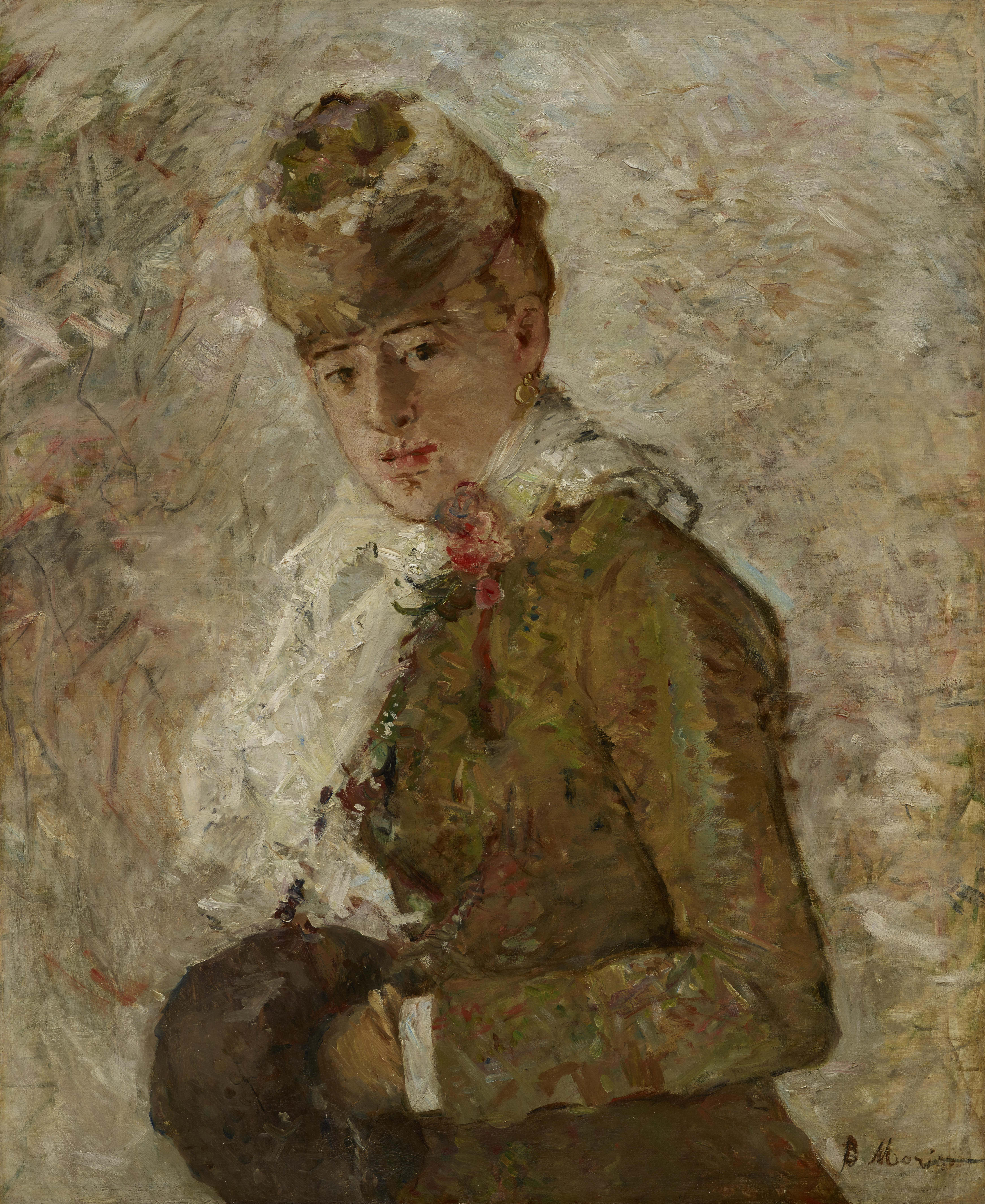
Winter aka Woman with a Muff, Dallas Museum of Arts 1880
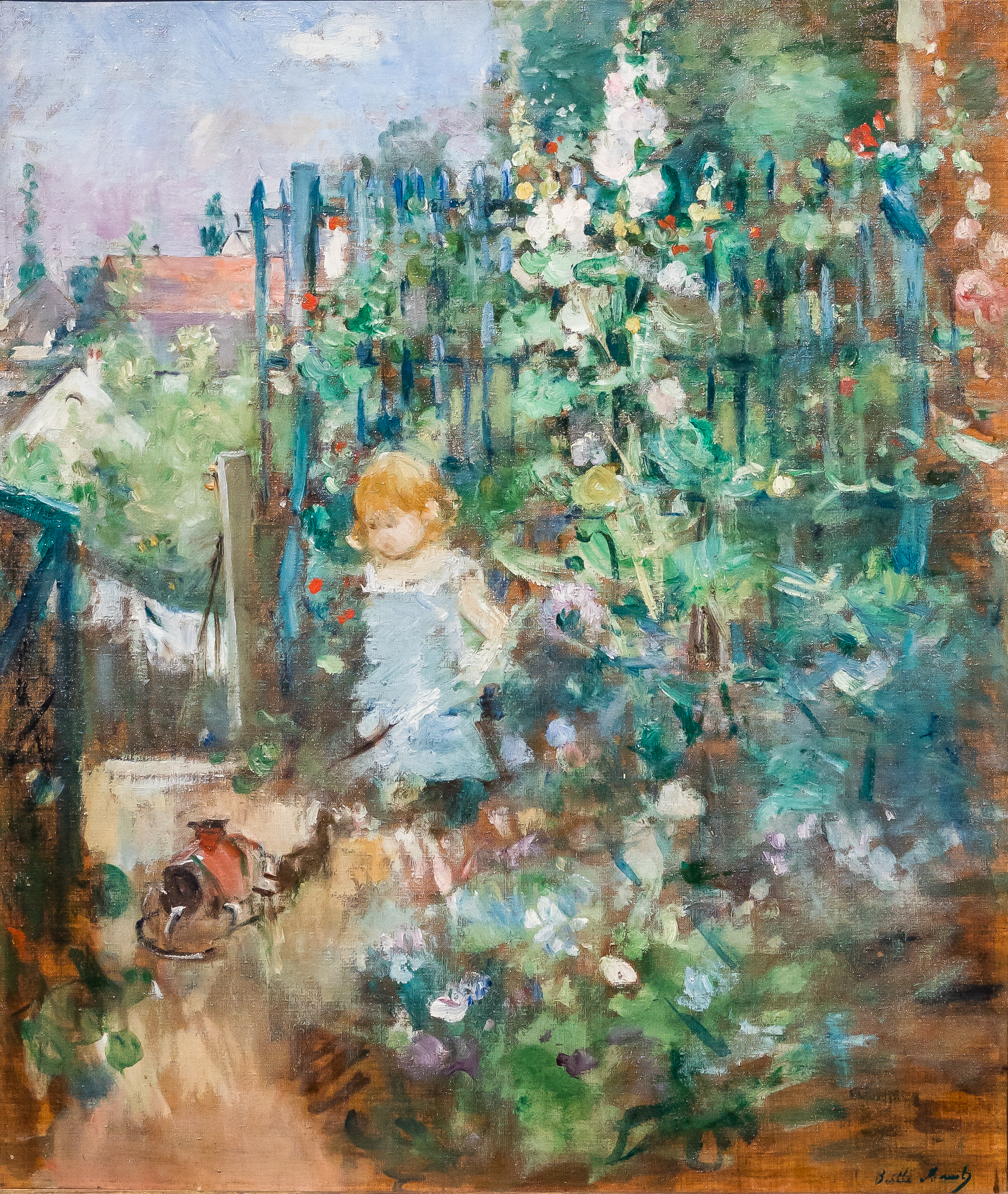
沐浴(整理頭髮的女孩 ) The Bath (Girl Arranging Her Hair), Sterling and Francine Clark Art Institute, Williamstown, Massachusetts 1885-86
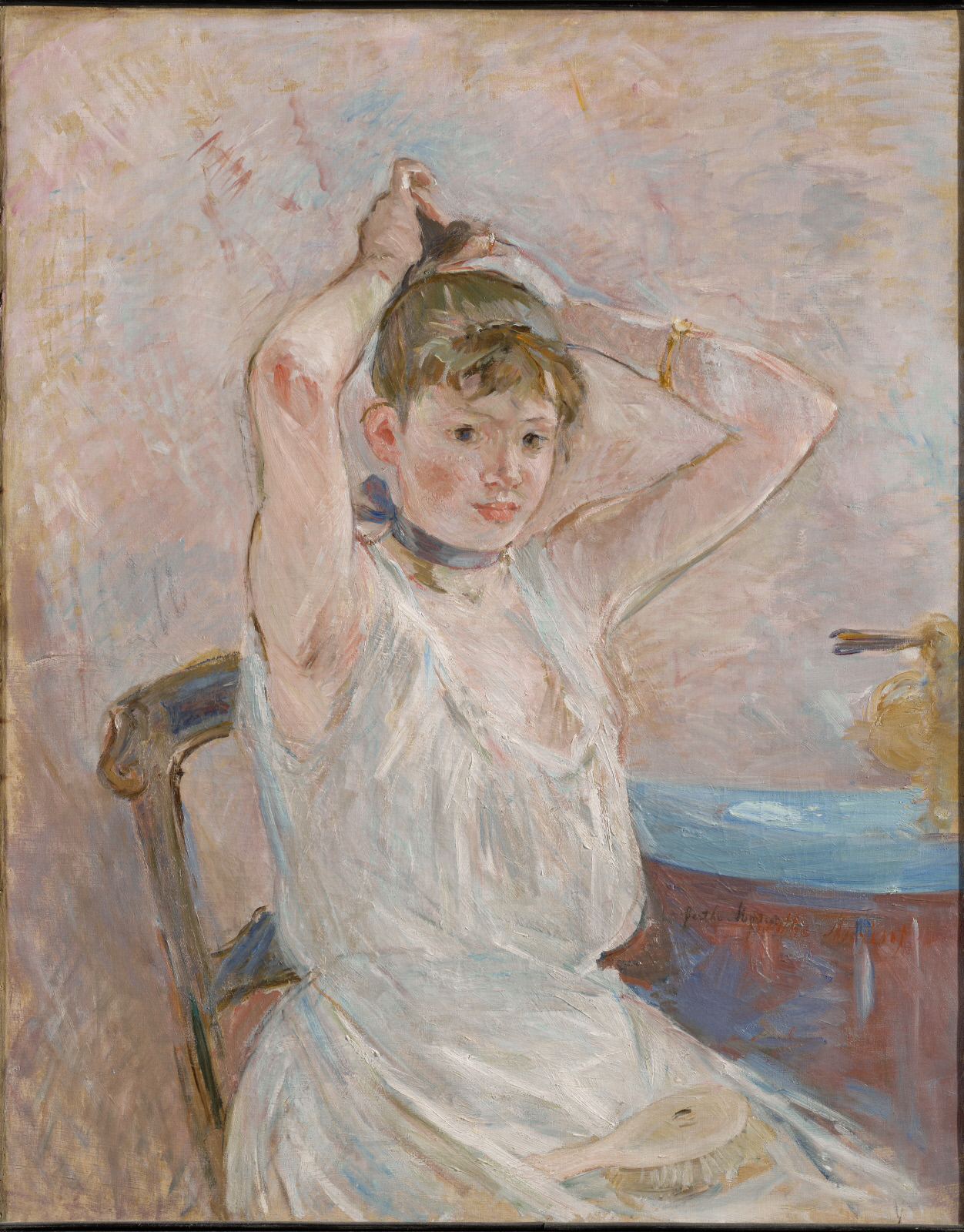
Julie Manet et son Lévrier Laerte, Musée Marmottan Monet, Paris 1893
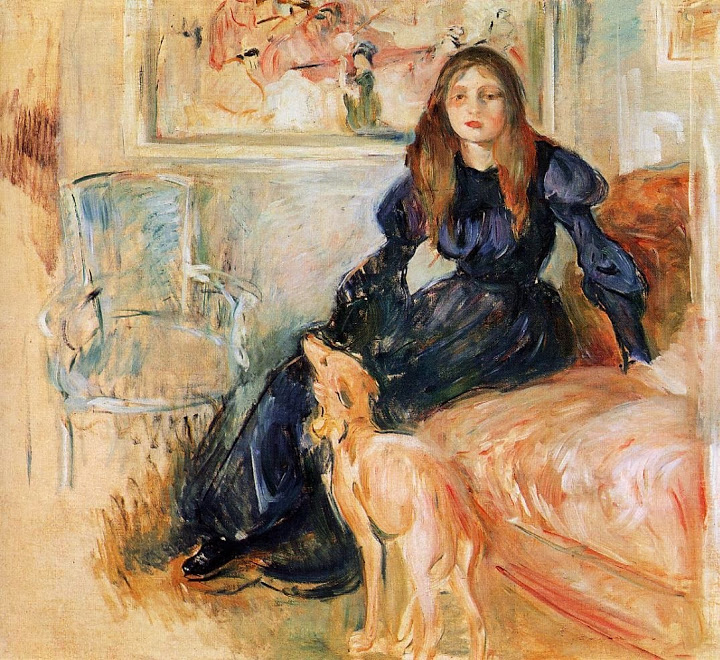
Julie Manet et son Lévrier Laerte, Musée Marmottan Monet, Paris 1893